# Радомско
Радо́мско (пол. Radomsko; до 1922 года Ново-Радомск, пол. Nowo-Radomsk) — город в Польше, входит в Лодзинское воеводство, Радомщанский повят. Имеет статус городской гмины. Занимает площадь 51,45 км². Население — 50 618 человек (на 2006 год).

## История
История города начинается в XI веке. Собственный статут город получил в 1266 году. В XIV веке город был местом важных исторических событий. В нём прошли две встречи, на которых были приняты решения о выборе правящей династии в Польше: в 1382 году на польский престол был избран Сигизмунд I Люксембург, а в 1384 году — Ядвига (дочь короля Венгрии и Польши Людовика I Анжуйского).
Во время Второй мировой войны немецкие оккупанты захватили город уже 3 сентября 1939 года. В октябре 1939 было создано еврейское гетто, к 21 июля 1943 года все евреи в городе были убиты или вывезены в лагеря смерти.
В 2009 году Алекс Карлин сыграл 32 часа рок-музыки, тем самым установив рекорд Гиннесса по самому длинному соло концерту

## Города-побратимы
- Мако (Венгрия)
- Вознесенск (Украина)

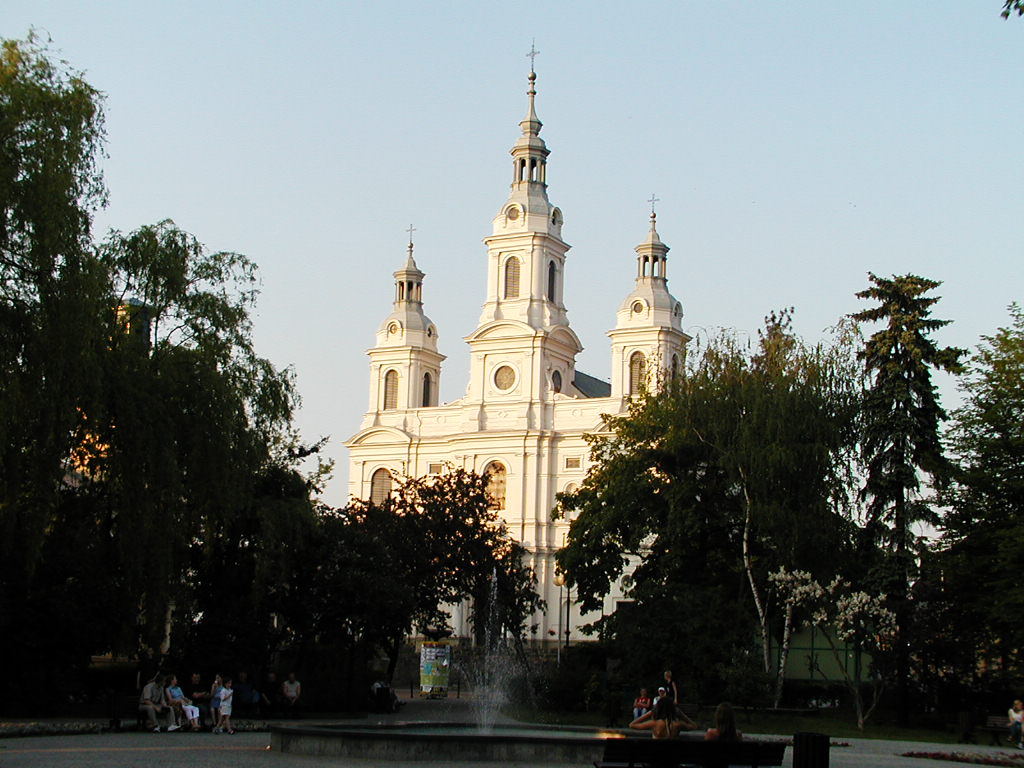
Костёл

- Линкольн (Великобритания)
- Кирьят-Бялик (Израиль)